# Primeira Cruz
Primeira Cruz är en kommun i Brasilien.   Den ligger i delstaten Maranhão, i den nordöstra delen av landet, 1 500 km norr om huvudstaden Brasília. Antalet invånare är 13 896.
Omgivningarna runt Primeira Cruz är huvudsakligen savann. Runt Primeira Cruz är det mycket glesbefolkat, med 5 invånare per kvadratkilometer.